# Hakea ruscifolia
Hakea ruscifolia (лат.) — кустарник, вид рода Хакея (Hakea) семейства Протейные (Proteaceae). Цветёт ароматными белыми цветками с декабря по июнь. Эндемик округов Пиил, Уитбелт на юго-западе и Большой Южный и Голдфилдс-Эсперанс в Западной Австралии.

## Ботаническое описание
Hakea ruscifolia — густой кустарник, обычно вырастающий до 0,5-3 м в высоту и 1,5-2 м в ширину и образующий лигнотубер. Обычно ветви растут в столбчатой форме, где цветки обволакивают стебли. Цветёт с декабря по июнь и даёт сладко-пахнущие белые цветы в пазухах листьев на коротких боковых внешних веточках. Густорастущие листья мелкие и эллиптические, обратнояйцевидные, заканчивающиеся тонкой острой вершиной. Большинство листьев имеют длину 2-4 см и ширину менее 1-2 см. Относительно маленькие плоды имеют гладкую, сжатую и овальную форму 1-2 см в длину и ширину менее 1 см, заканчиваясь небольшим клювом.

## Таксономия
Вид Hakea ruscifolia был описан Жак-Жюльеном де Лабиллардьером в 1805 году, а описание было опубликовано в Novae Hollandiae Plantarum Specimen. Видовой эпитет — по названию рода Ruscus — семейства лилий и латинского слова folium, означающего «лист».

## Распространение и местообитание
H. ruscifolia широко распространён от Энеаббы до Августы и на востоке до Эсперанса. Растёт в пустошах и кустарниках на песке, гравийной глине и латерите. Выносливый декоративный вид, который терпим к умеренному морозу.

## Охранный статус
Вид Hakea multilineata классифицируется как «не угрожаемый» Департаментом парков и дикой природы правительства Западной Австралии.